# 宇垣松四郎
宇垣 松四郎（うがき まつしろう、1896年（明治29年）3月28日 - 1979年（昭和54年）3月17日）は、大日本帝国陸軍軍人。最終階級は陸軍少将。功四級。

## 経歴
1896年（明治29年）に岡山県で生まれた。陸軍士官学校第31期、陸軍大学校第44期卒業。1938年（昭和13年）7月に第14師団参謀に就任し、1940年（昭和15年）3月9日に陸軍砲兵大佐進級と同時に陸軍歩兵学校研究部主事に着任。1941年（昭和16年）7月1日に関東軍第3課長に転じ、9月11日に第20軍高級参謀（関東軍）に就任し、鶏寧に駐屯した。1943年（昭和18年）5月に第48師団参謀長（第16軍）に就任し、ジャワ島で守備に任じた。
1944年（昭和19年）3月に陸軍少将に進級し、1945年（昭和20年）2月12日に第10方面軍参謀副長兼台湾軍管区参謀副長に就任し、終戦時は台湾に位置した。
1947年（昭和22年）11月28日、公職追放仮指定を受けた。